# Валанс (Шаранта)
Вала́нс (фр. Valence) — коммуна во Франции, находится в регионе Пуату — Шаранта. Департамент — Шаранта. Входит в состав кантона Манль. Округ коммуны — Конфолан.
Код INSEE коммуны — 16392.
Коммуна расположена приблизительно в 370 км к юго-западу от Парижа, в 80 км южнее Пуатье.

## Население
Население коммуны на 2008 год составляло 233 человека.
| 1962 | 1968 | 1975 | 1982 | 1990 | 1999 | 2008 |
| ---- | ---- | ---- | ---- | ---- | ---- | ---- |
| 302  | 242  | 256  | 265  | 212  | 241  | 233  |

## Администрация
| Период | Период | Фамилия         | Партия | Примечания |
| ------ | ------ | --------------- | ------ | ---------- |
| 2001   | 2008   | Патрисия Нексон |        |            |
| 2008   |        | Даниель Жибуло  |        | бухгалтер  |

## Экономика
В 2007 году среди 137 человек в трудоспособном возрасте (15—64 лет) 89 были экономически активными, 48 — неактивными (показатель активности — 65,0 %, в 1999 году было 66,9 %). Из 89 активных работали 77 человек (48 мужчин и 29 женщин), безработных было 12 (5 мужчин и 7 женщин). Среди 48 неактивных 8 человек были учениками или студентами, 23 — пенсионерами, 17 были неактивными по другим причинам.

## Достопримечательности
- Приходская церковь Сен-Пьер (XII век)
  - Каменное надгробие (XII век). Размеры — 207×100 см. Исторический памятник с 1933 года[3]
- Замок Бургон (XV век). Исторический памятник с 2011 года[4]

## Фотогалерея

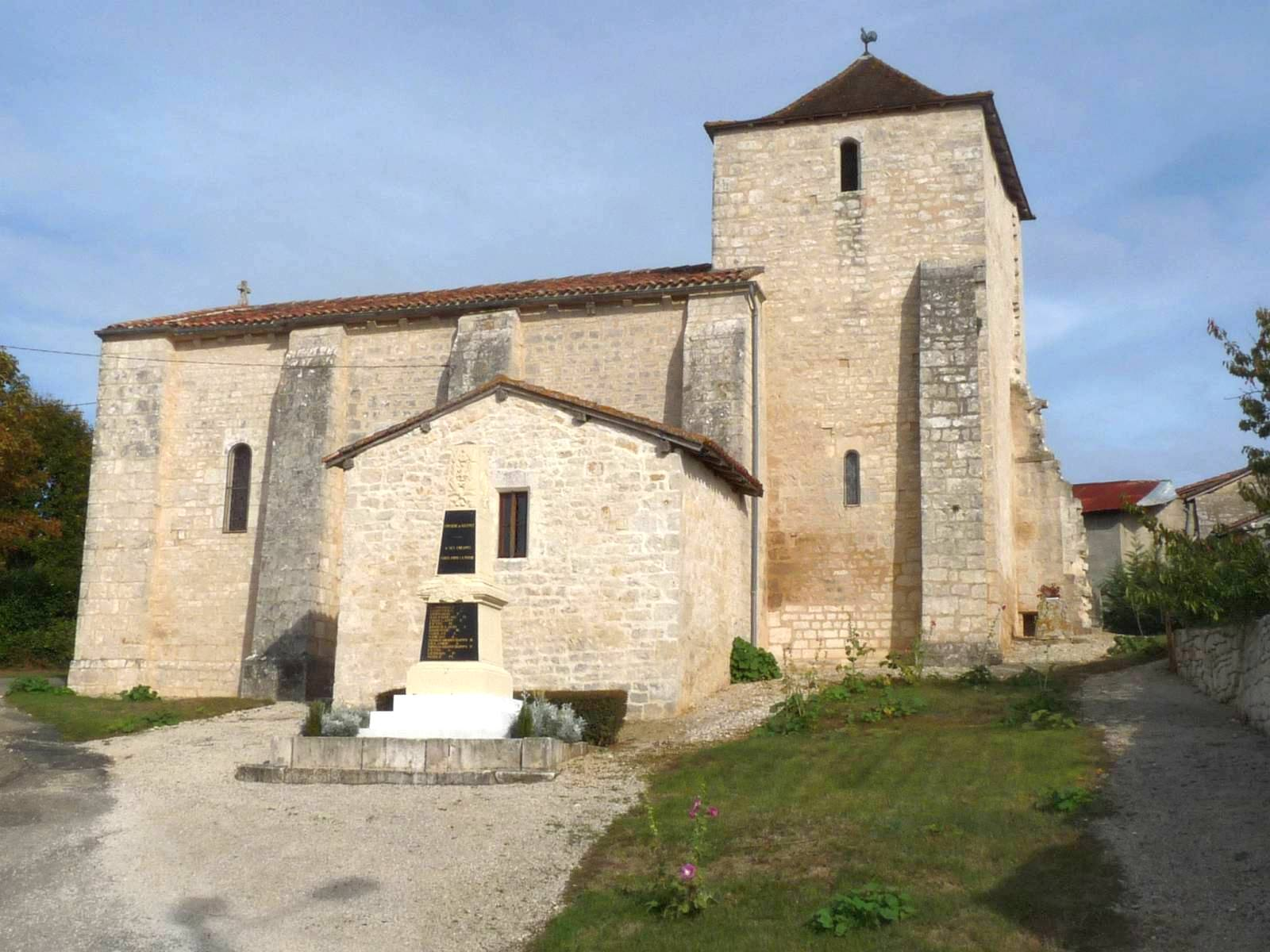
Церковь Сен-Пьер
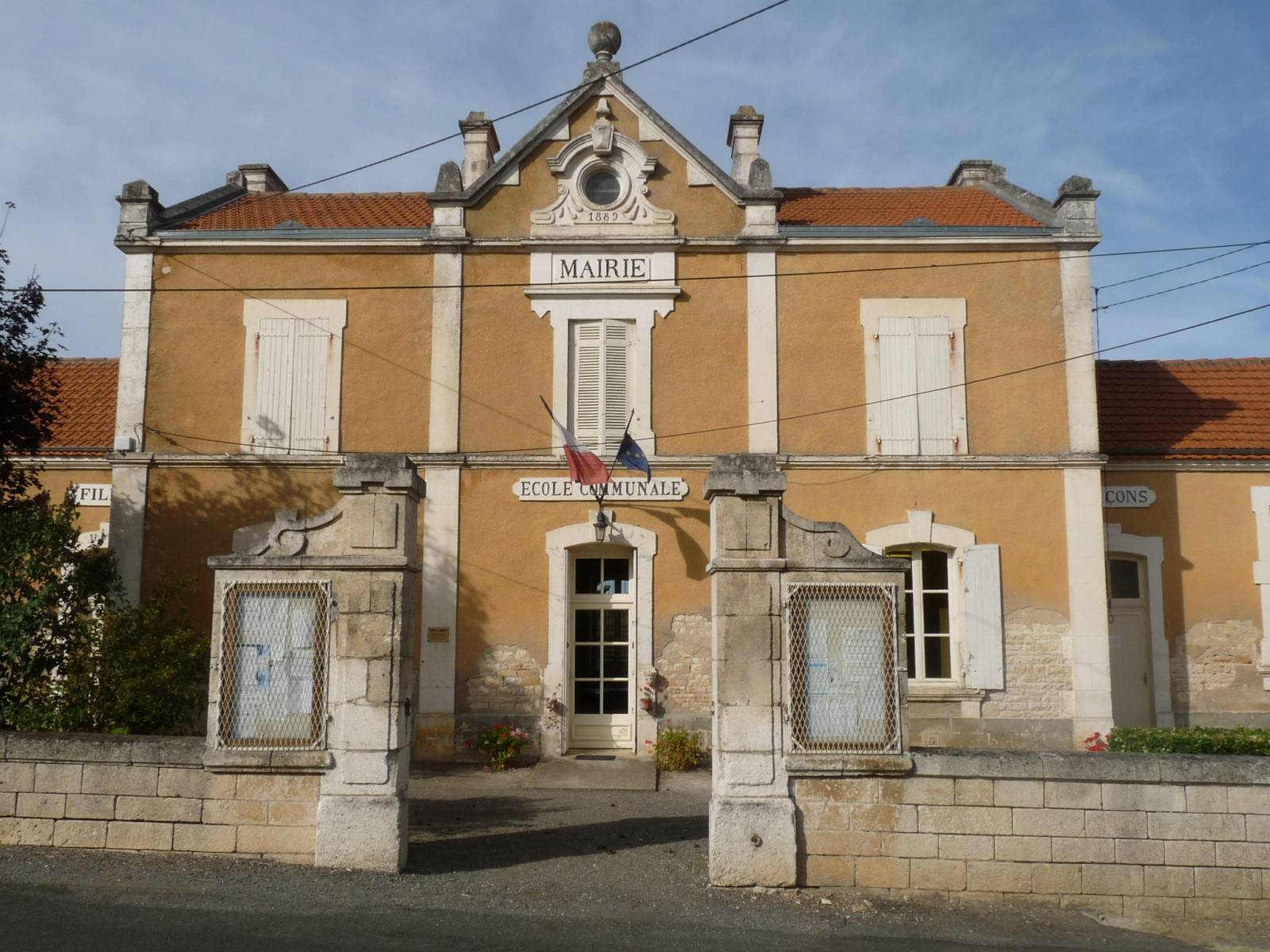
Мэрия
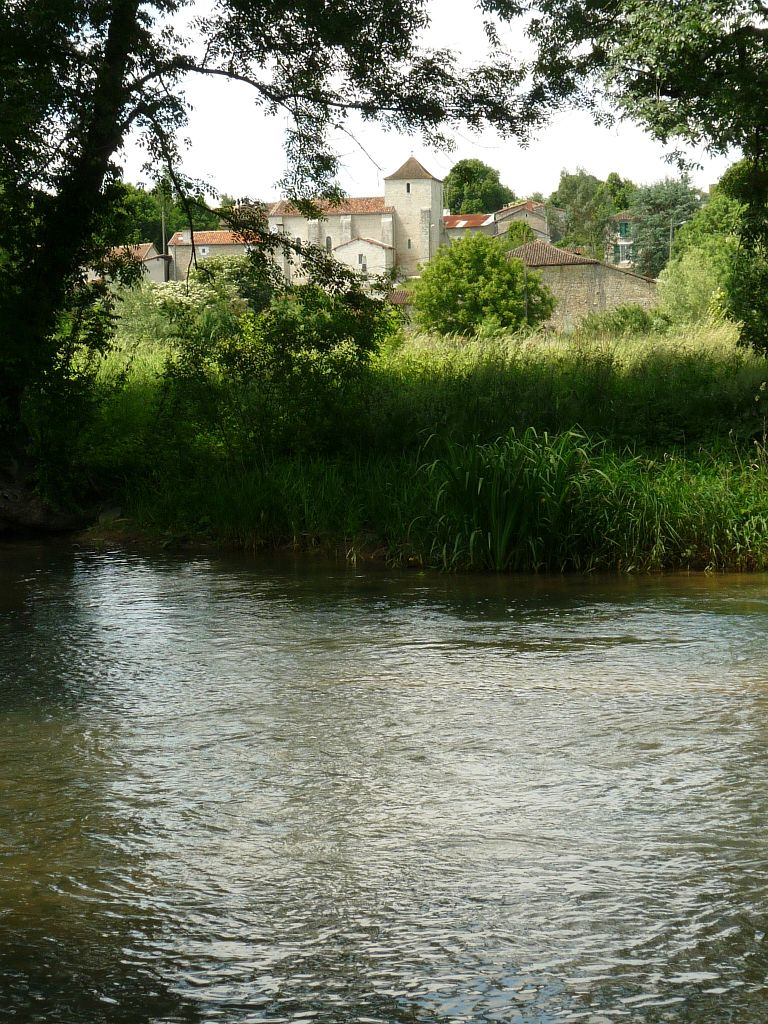
Река Сон-Соннет[фр.]
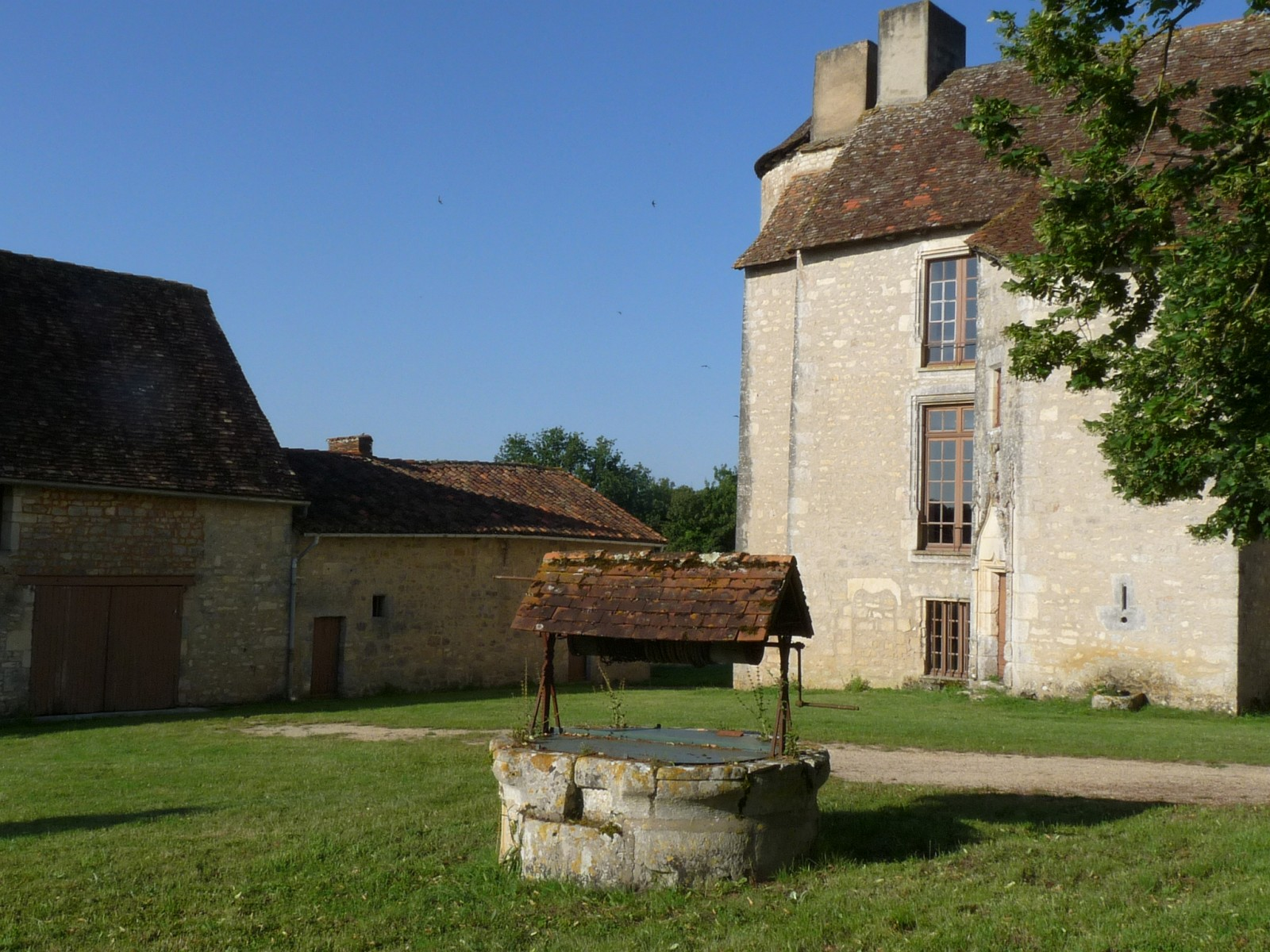
Замок Бургон
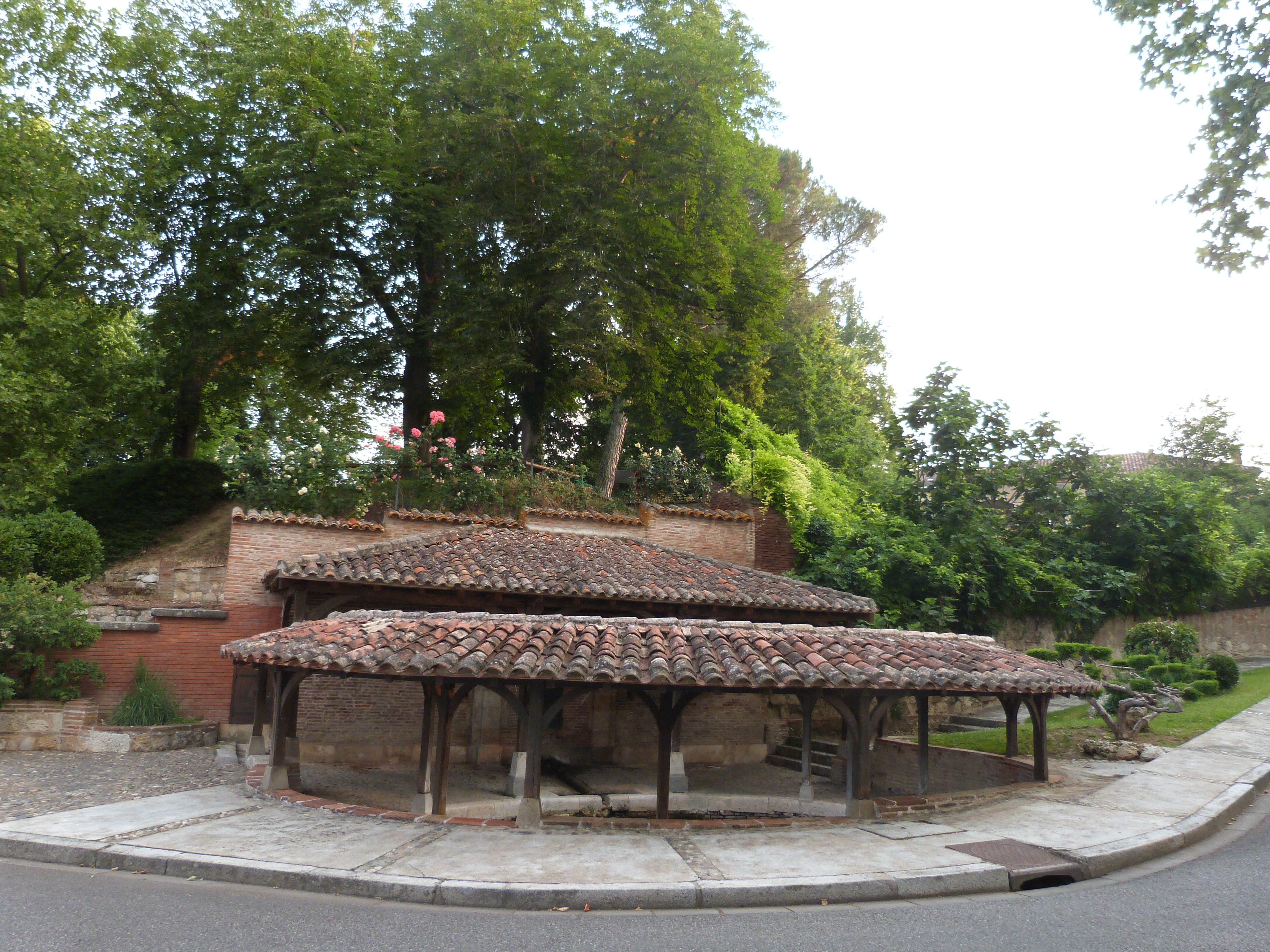
Общественная прачечная